# Trillium Lake

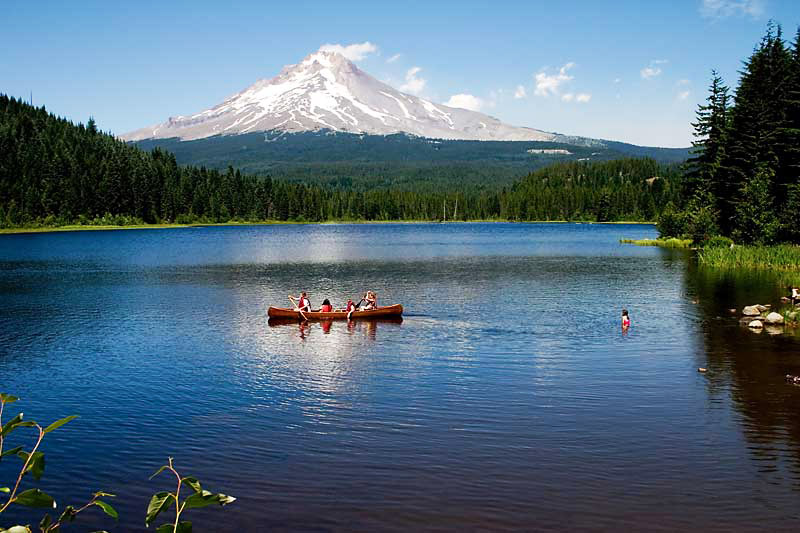
Mount Hood med Trillium Lake i förgrunden.

Trillium Lake är en artificiell sjö vid berget Mount Hood i delstaten Oregon, USA. Sjön har en yta på 2,6 km² och har ett medeldjup på 2,1 meter, ett största djup på 6,4 meter och en volym på 470 000 m³. 